# Dominik García-Lorido
Dominik García-Lorido, née le 16 août 1983  à Miami en Floride, est une actrice américaine.

## Biographie
Dominik García est née à Miami de l'acteur cubano-américain Andy García et de Maria Victoria Lorido. Elle est l'aînée de quatre enfants, Daniella — également actrice —, Alessandra et d'un frère, Andrés.

## Filmographie

### Cinéma
- 1995 : Faux frères, vrais jumeaux (Steal Big Steal Little), d'Andrew Davis : Maria Martinez
- 2004 : Last Goodbye : Reagan
- 2005 : Adieu Cuba (The Lost City) : Mercedes Fellove
- 2007 : Luz del mundo : Luz
- 2008 : Chinaman's Chance : Mary
- 2008 : Reflections : Kate
- 2008 : La linea : Dark Haired Woman
- 2009 : City Island : Vivian Rizzo
- 2015 : Joker (Wild Card) de Simon West : Holly

### Télévision
- 2012 : Magic City : Mercedes Lazaro
- 2019 : Mr. Robot : Olivia Cortez